# Pusta

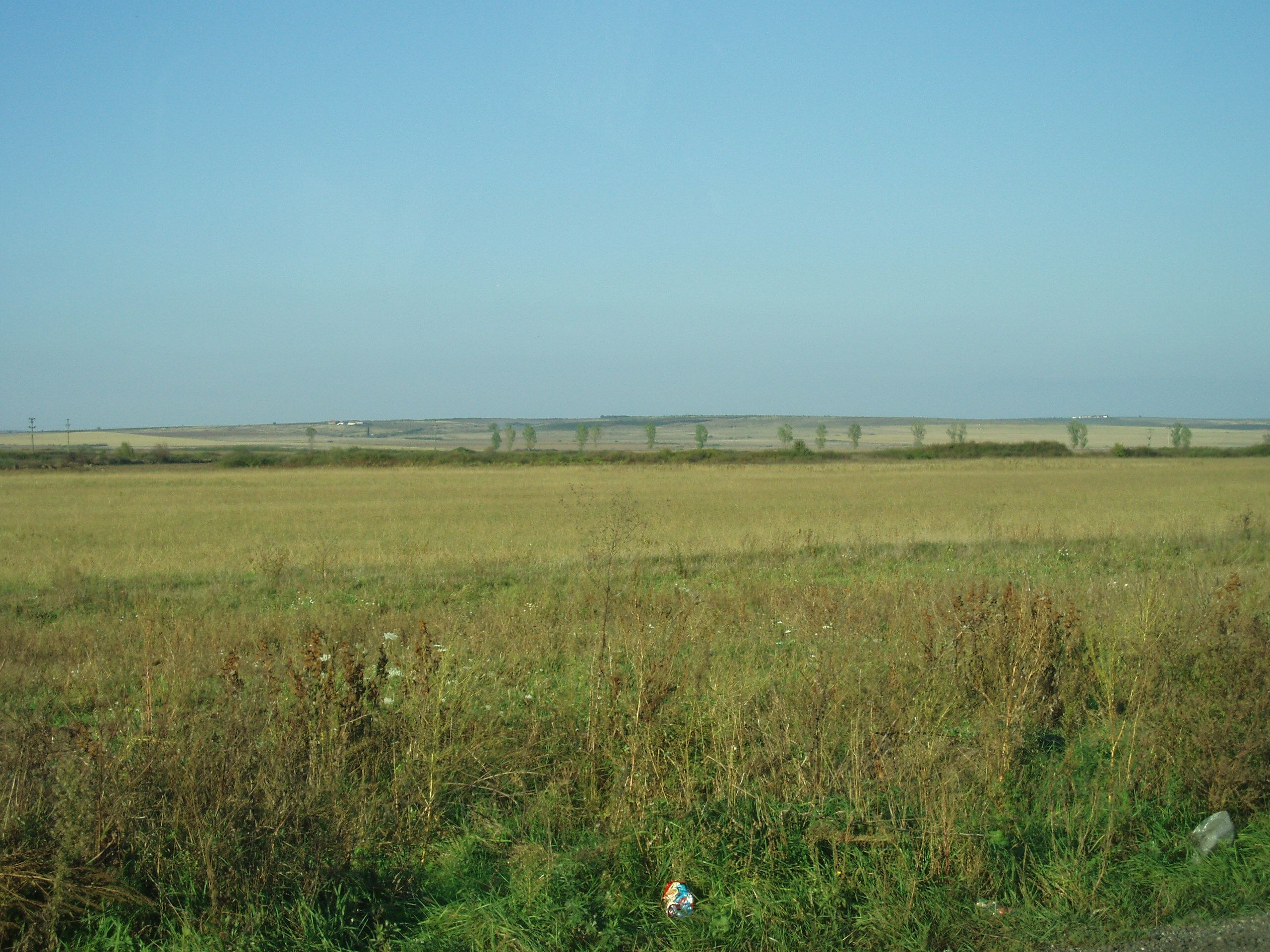
La pusta vicino al confine romeno

Con il termine pusta (dall'ungherese puszta "terreno nudo", AFI: [ˈpustɒ]) si indicano vaste distese di pianura stepposa, tipiche del bassopiano magiaro.
Il territorio della pusta è sterile, inospitale, una specie di deserto erboso; in origine si riferiva a parti pianeggianti dell'Alföld, la grande pianura ungherese, abitata da pastori, bovari e cavallari.
Questo termine deriva da un aggettivo che significa "vuoto, brullo, desolato" e si riferisce anche a fattorie sperdute circondate da vasti campi, e in questo senso è entrato a fare parte del nome di alcuni luoghi (per esempio pusta di Hortobágy).

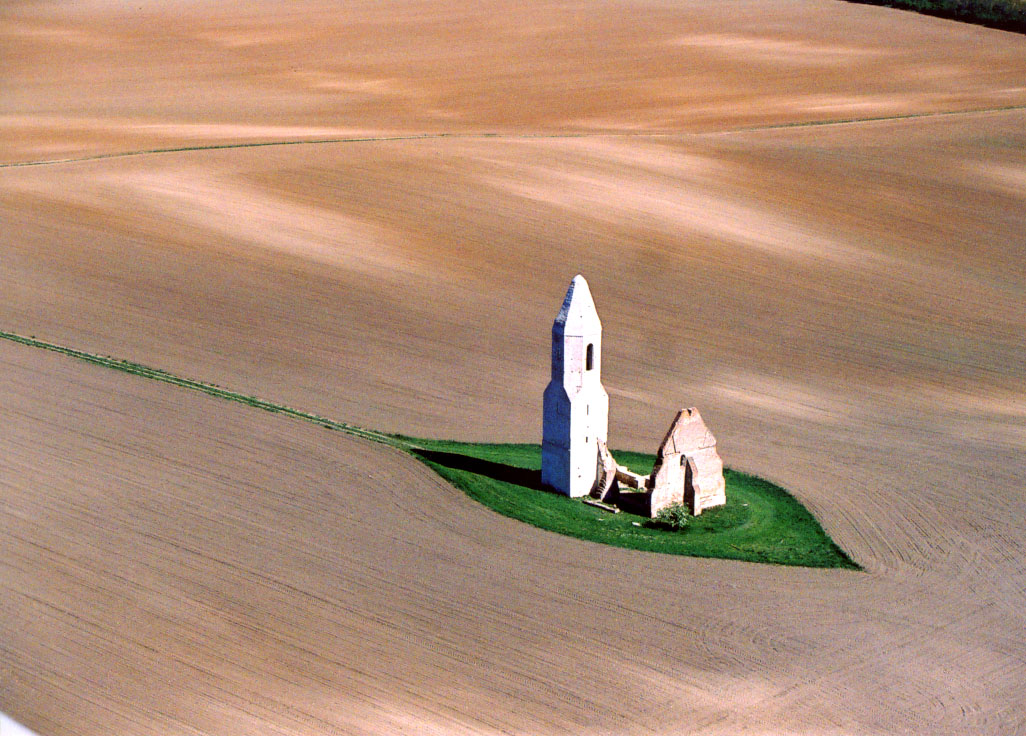
Il tempio di Somogyvámos
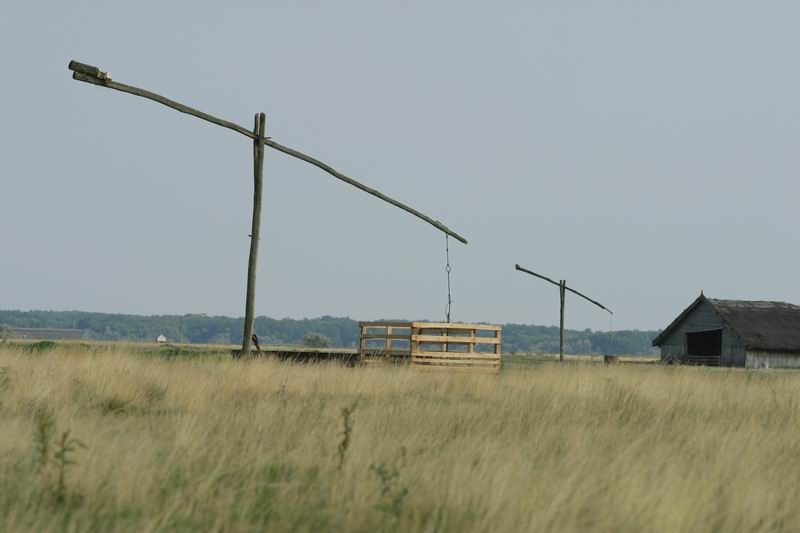
Fonte d'acqua (in ungherese gémeskút) a Hortobágy
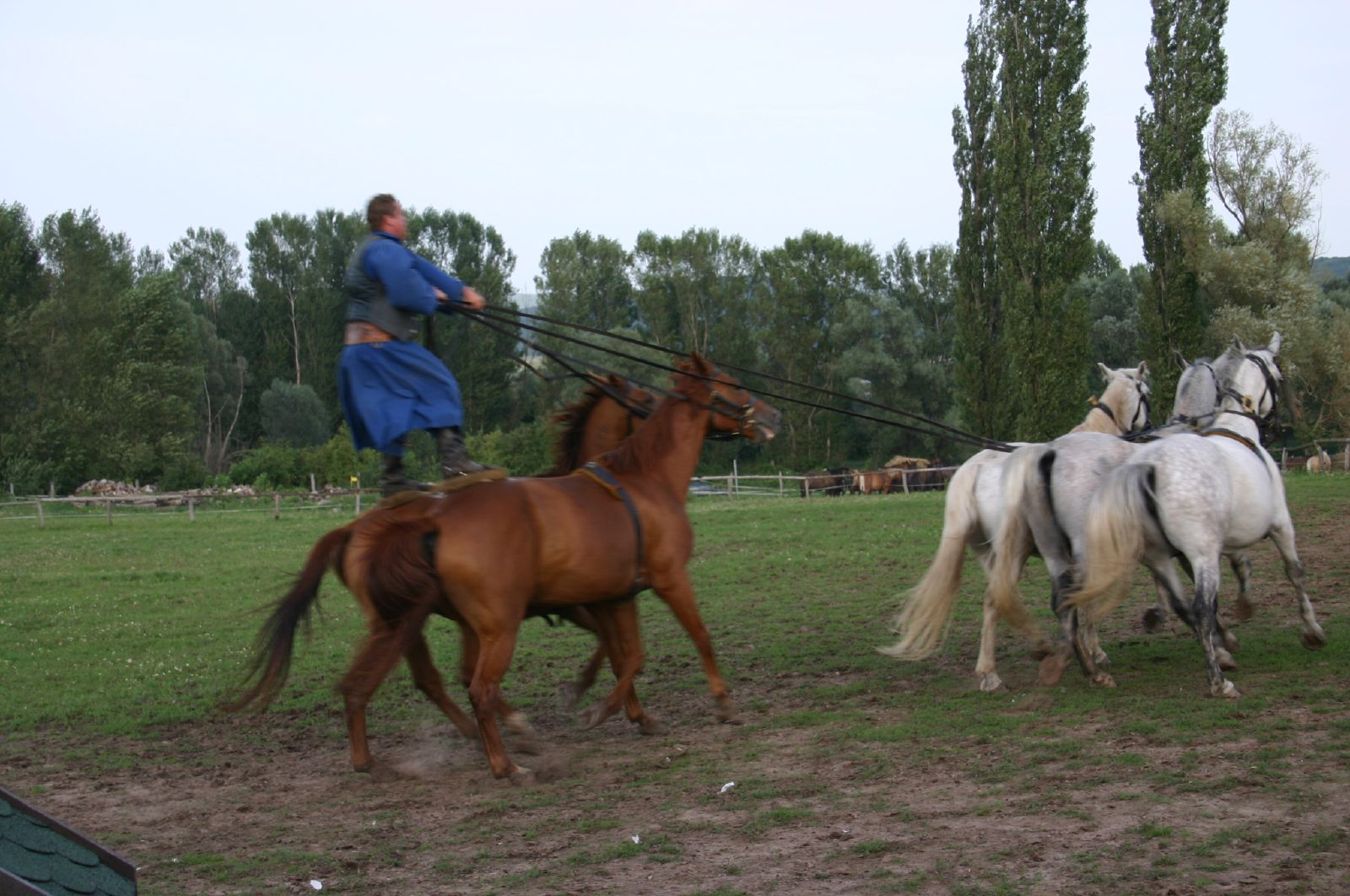
Csikós ad uno spettacolo di cavalli della pusta
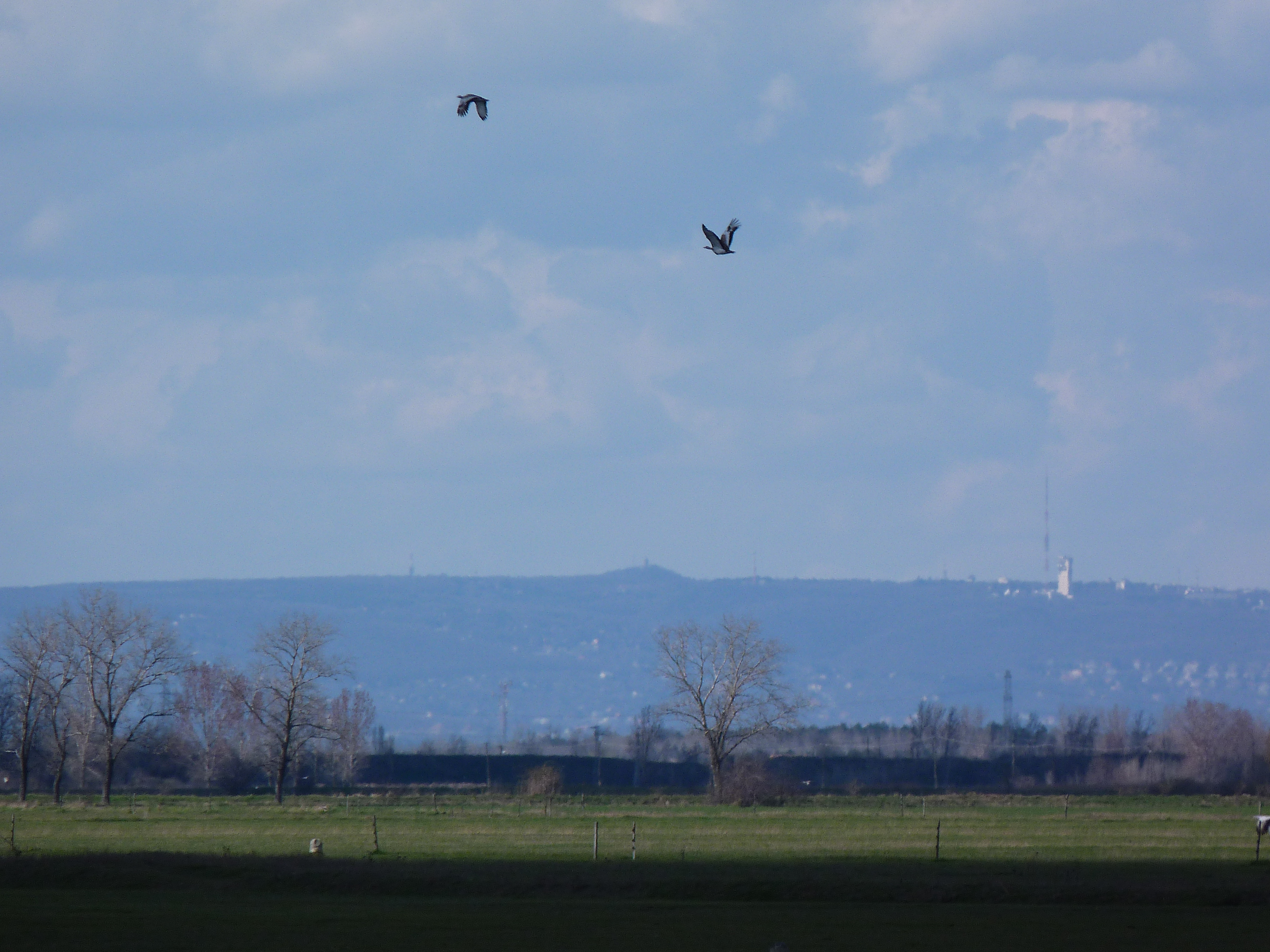
Apajpuszta